# كينيل
كينيل (بالروسية: Кинель) هي إحدى مدن روسيا في الكيان الفدرالي الروسي سمارا أوبلاست.

## توأمة
لكينيل اتفاقيات توأمة مع:
- تزو تشانغ